# Matrice di Fock
La matrice di Fock è una approssimazione matriciale utilizzata per descrivere un operatore energetico di un singolo elettrone di un dato sistema quantistico caratterizzato da un determinato insieme di autovalori.
Viene ampiamente applicata in chimica computazionale per la risoluzione delle equazioni di Roothaan relative a un sistema atomico o molecolare. La matrice di Fock rappresenta una approssimazione dell'hamiltoniano reale del sistema, essa tiene conto dell'effetto medio delle interazioni repulsive elettrone-elettrone piuttosto che valutare l'entità delle singole interazioni nel loro complesso.
La matrice di Fock è definita tramite l'operatore di Fock totale, {\displaystyle {\hat {F}}(i)}. Per il caso ristretto di orbitali a guscio chiuso (closed-shell) e funzioni d'onda descritte da un unico determinante di Slater, l'operatore di Fock per un singolo i-esimo elettrone assume la forma
{\displaystyle {\hat {F}}(i)={\hat {H}}^{core}(i)+\sum _{j=1}^{N}[2{\hat {J}}_{j}(i)-{\hat {K}}_{j}(i)]}
dove:
- {\displaystyle {\hat {H}}^{core}(i)} è l'hamiltoniano dell'i-esimo elettrone di core, il cui valore è

{\displaystyle {\hat {H}}^{core}(i)=-{\frac {1}{2}}\nabla _{i}^{2}-\sum _{\alpha }{\frac {Z_{\alpha }}{r_{i\alpha }}}} ;
- {\displaystyle N} è il numero totale di orbitali, uguale alla metà degli elettroni costituenti il sistema;
- {\displaystyle {\hat {J}}_{j}(i}) è l'operatore coulombiano e {\displaystyle {\hat {K}}_{j}(i)} l'operatore di scambio.

La partizione degli operatori di Fock, in relazione all'occupazione elettronica degli orbitali, fornisce la matrice di Fock.